# Отворено првенство Ченаја у тенису 1996.
Отворено првенство Индије у тенису 1996 (познат и под називом McDowell Open 1996) је био тениски турнир који је припадао АТП Светској серији у сезони 1996. Турнир се играо на тврдој подлози. То је било прво издање турнира који се одржао у Њу Делхију у Индији од 7. априла 1997. — 13. априла 1997. Следеће године турнир се преселио у Ченај где се одржава до данас на СДАТ тениском стадиону.

## Носиоци
| Држава | Играч          | Позиција1 | Носилац |
| ------ | -------------- | --------- | ------- |
| ШВЕ    | Томас Енквист  | 9         | 1       |
| ЈАФ    | Вејн Фереира   | 10        | 2       |
| ЗИМ    | Бајрон Блек    | 29        | 3       |
| ШВА    | Јакоб Хласек   | 42        | 4       |
| УК     | Тим Хенман     | 59        | 5       |
| ШВЕ    | Јонас Бјеркман | 49        | 6       |
| БЕЛ    | Јохан ван Херк | 82        | 7       |
| ФРА    | Жером Голмар   | 98        | 8       |

- 1 Позиције од 1. април 1996.[3]

### Други учесници
Следећи играчи су добили специјалну позивницу за учешће у појединачној конкуренцији:
- Сринат Прахлад
- Џонатан Старк
- Махеш Бупати

Следећи играчи су ушли на турнир кроз квалификације:
- Сандип Киртејн
- Дени Сапсфорд
- Карстен Аријенс
- Јост Виник

Следећи играч је у жреб ушао као "срећан губитник":
- Сандер Грун

## Носиоци у конкуренцији парова
| Држава | Играч          | Држава | Играч        | Носиоци |
| ------ | -------------- | ------ | ------------ | ------- |
| ЗИМ    | Бајрон Блек    | АУС    | Сандон Стол  | 1       |
| ШВЕ    | Јонас Бјеркман | ШВЕ    | Никлас Култи | 2       |
| ШВА    | Јакоб Хласек   | ШВЕ    | Андерс Јерид | 3       |
| ЈАФ    | Вејн Фереира   | ЈАФ    | Гари Мулер   | 4       |

## Шампиони

### Појединачно
Томас Енквист је победио  Бајрона Блека са 6:2, 7:6 (7:3).
- Енквисту је то била прва (од три) титуле у сезони и осма (од 19)  у каријери.

### Парови
Јонас Бјеркман /  Никлас Култи су победили  Бајрона Блека /  Сандона Стола са 4:6, 6:4, 6:4.
- Бјеркману је то била друга (од две) титуле у сезони и 12-та (од 54) у каријери.
- Култију је то била друга (од две) титуле у сезони и седма (од 13) у каријери.